# 11e congrès national du Parti communiste chinois
Le 11e Congrès national du Parti communiste chinois (en chinois : 中国共产党第十一次全国代表大会) a lieu du 12 au 18 août 1977 à Pékin. Le parti compte alors 35 millions de membres qui sont représentés par 1 510 délégués lors du congrès.

## Déroulement
Le rapport politique est lu par Hua Guofeng, plusieurs points sont à l'ordre du jour : la fin officielle de la révolution culturelle, l'élimination politique définitive de la bande des Quatre. L'arrêt de la révolution culturelle ne signifie pas l'arrêt de la lutte des classes et le Congrès réaffirme le principe de révolution continue de Mao Zedong.
Le maréchal Ye Jianying est chargé du rapport d'amendement de la constitution du parti.
Le congrès maintient Hua Guofeng à son poste de président du parti et de président de la commission militaire centrale. La seconde réhabilitation de Deng Xiaoping qui a lieu lors de la troisième session plénière du 10e Comité central, le mois précédent, est officiellement approuvée lors de ce congrès. Il est lavé des soupçons d'organisation du mouvement du 5 Avril. Deng est chargé de prononcé le discours de clôture.